# 拘留又ハ科料ノ刑ニ該ルヘキ犯罪即決例
拘留又ハ科料ノ刑ニ該ルヘキ犯罪即決例（こうりゅうまたはかりょうのけいにあたるべきはんざいそっけつれい、明治29年律令第7号）は、日本統治時代の台湾における拘留又は科料の刑に該当する犯罪に関する即決処分について規定した日本の律令。明治29年（1896年）10月1日成立、公布。
本令は、犯罪即決例（明治37年律令第4号）によって廃止された。

## 概要
- 警察署長及び分署長又はその代理である官吏並びに憲兵隊長、分隊長及び下士は、その管轄地内における10日以内の拘留又は1円95銭以下の科料の刑に該当する犯罪を即決しなければならない（1条）。
- 即決は、略式をもってし、被告人の陳述を聴き、証憑を取り調べ、直ちにその言渡しをしなければならない（2条1項）。被告人を呼び出すことなく、又は呼び出しても出廷しないときは、直ちにその言渡書を本人又はその住所に送達することができる（2条2項）。
- 即決の言渡しに対しては、地方法院に正式の裁判を請求することができる（3条本文）。ただし、正式の裁判を経ることなく直ちに上訴することはできない（3条ただし書）。
- 即決の言渡書には、被告人の氏名、年齢、身分、職業、住所、犯罪の場所、年月日時、罪名、刑名及び正式の裁判を請求することができる期限並びにその言渡しをした官吏の官名及び氏名、年月日を記載しなければならない（4条）。
- 正式の裁判を請求する者は、即決の言渡しをした官署に申立書を差し出さなければならない（5条本文）。ただし、その期限は、2条1項の場合においては言渡しがあった時から3日以内、2条2項の場合においては言渡書の送達があった時から5日以内とする（5条ただし書）。
- 正式の裁判の申立てを受けた官署は、速やかに、訴訟に関する一切の書類を地方法院検察官に送致しなければならない（6条）。
- 科料の言渡しをした場合において、必要なときは、その金額を仮納させなければならない（7条第1文）。納付しない者は、1円を1日に折算して留置する（7条第2文）。1円に満たないものは、1日として計算する（7条第3文）。
- 拘留の言渡しをした場合において、必要なときは、5条に規定する期限内において留置する（8条本文）。ただし、刑期が5日以内であるときは、その日数を超えることができない（8条ただし書）。
- 留置した者が正式の裁判を請求したことによって呼出状の送達を受けたときは、直ちに留置を解かなければならない（9条）。
- 留置の日数は、1日を1円に折算して科料の金額に算入し、又は拘留の刑期に算入しなければならない（10条）。